# Swanson Glacier
Swanson Glacier är en glaciär i Antarktis. Den ligger i Östantarktis. Nya Zeeland gör anspråk på området. Swanson Glacier ligger 1 254 meter över havet.
Terrängen runt Swanson Glacier är kuperad västerut, men österut är den platt. Terrängen runt Swanson Glacier sluttar österut. Trakten är obefolkad. Det finns inga samhällen i närheten.